# Women Talking - Il diritto di scegliere
Women Talking - Il diritto di scegliere (Women Talking) è un film del 2022 scritto e diretto da Sarah Polley.
La pellicola è l'adattamento cinematografico del romanzo Donne che parlano di Miriam Toews (2018), a sua volta liberamente tratto da fatti avvenuti nella colonia Manitoba in Bolivia nel 2011.

## Trama
Nel 2010, le donne e ragazze di una colonia mennonita isolata il cui nome non viene mai rivelato scoprono che diversi uomini della loro comunità hanno usato tranquillanti per mucche per stuprarle mentre dormivano. Gli aggressori vengono arrestati e imprigionati in una città vicina e la maggior parte degli uomini della colonia parte per assistere alla cauzione, lasciando le sopravvissute sole per due giorni, così dando loro modo di decidere il da farsi. Le donne tengono un plebiscito nel quale sono presentate tre scelte: rimanere nella comunità senza fare nulla, rimanere e combattere per far valere i propri diritti o andarsene.
L'indecisione permane tra il rimanere e battersi o andarsene, quindi undici donne si riuniscono in un fienile per decretare la scelta finale; Scarface, una donna "nullafacente", delusa dalla piega presa dal consiglio, se ne va con la figlia Anna e la nipote Helena. August, un insegnante e tra i pochi uomini rimasti nella colonia, partecipa all'incontro per trascrivere quanto viene detto, dal momento che a nessuna delle donne è stato insegnato a leggere o scrivere; assiste alla riunione anche Melvin, un uomo transgender che, da quando ha subito violenze, parla solo ai bambini piccoli, incaricato di avvertire le donne di eventuali sviluppi esterni.
Salome, appena tornata da un viaggio per ottenere antibiotici per curare la sua giovane figlia che ha subito un'aggressione, è fermamente convinta nel voler rimanere a combattere, opinione condivisa da Mejal. Ona, rimasta incinta dopo lo stupro subito, suggerisce a sua volta di rimanere per creare una nuova serie di regole nella colonia che garantiscano uguaglianza tra uomini e donne. Mariche non è d'accordo, ritenendo che l'unica cosa da fare sia perdonare gli aggressori. Per calmare la discussione, Ona suggerisce ad August di scrivere due documenti per indicare i pro e i contro del rimanere e dell'andarsene.
Viene fatta una pausa, durante la quale viene rivelato che August proviene da una famiglia scomunicata e solo di recente è stato reintegrato nella comunità per insegnare ai giovani della colonia; lui e Ona erano amici d'infanzia e lui nutre un interesse romantico nei suoi confronti.
Quando le donne vengono contate per il censimento del 2010, scoprono che Klaas, il marito violento di Mariche, tornerà quella sera per riscuotere altri soldi per la cauzione, dopodiché la riunione riprende e Ona e Mejal cambiano idea in favore della partenza. Salome insiste sul fatto che dovrebbero combattere, affermando che preferirebbe uccidere gli uomini piuttosto che mettere sua figlia in ulteriore pericolo; cambia opinione dopo che Agata, sua madre e Ona le ricordano i principi della loro fede. L'unica donna indecisa del gruppo è Mariche, la quale rivela di aver perdonato gli abusi del marito su sollecitazione di Greta. Accetta di andarsene quando Greta si scusa con lei.
August trascrive i motivi della partenza delle donne: garantire la sicurezza dei figli, essere salde nella loro fede e avere libertà di pensiero. Decidono di provare a portare con loro ragazzi di età pari o inferiore a quindici anni, senza costringere nessun adolescente di età superiore ai dodici anni. Si preparano a partire entro l'alba, nascondendo i loro piani a Klaas; per volere di Ona, August attacca i documenti dei pro e dei contro sui muri, come "promemoria" della permanenza delle donne nella colonia. Dopo aver dichiarato il suo amore a Ona, le consegna una mappa che le donne possono usare per andarsene.
Il figlio adolescente di Salome si rifiuta di venire con le donne, quindi Salome usa del tranquillante per costringerlo a partire con loro. Parlando con August, quest'ultimo rivela alla donna che intende uccidersi dopo la partenza delle donne, ma lei lo persuade a insegnare adeguatamente ai ragazzi per dare loro uno scopo ed evitare ulteriori violenze. Helena e Anna si uniscono alle donne in fuga, mentre Scarface e August rimangono a guardarle partire.

## Produzione

### Sviluppo
Nel dicembre 2020 è stato annunciato che Frances McDormand avrebbe prodotto e recitato in un adattamento cinematografico del romanzo di Miriam Toews che sarebbe stato sceneggiato e diretto da Sarah Polley. Nel giugno 2021 Ben Whishaw, Rooney Mara, Claire Foy, Jessie Buckley, Judith Ivey e Sheila McCarthy si sono uniti al cast.

### Riprese
Le riprese principali si sono svolte a Toronto tra il 19 luglio e il 10 settembre 2021.

### Musica
Hildur Guðnadóttir ha composto la colonna sonora del film, con la partecipazione di Skúli Sverrisson per gli assoli di chitarra. Sarah Polley ha raccontato la scelta di lavorare assieme alla compositrice:
(Sarah Polley)

## Promozione
Il primo trailer del film è stato pubblicato il 10 ottobre 2022.

## Distribuzione
Il film ha avuto la sua prima al Telluride Film Festival il 2 settembre 2022 prima di essere distribuito nelle sale statunitensi il 23 dicembre dello stesso anno.
In Italia il film è stato distribuito nelle sale l'8 marzo 2023.

## Accoglienza

### Critica
La pellicola è stata accolta positivamente dalla critica. L'aggregatore di recensioni Rotten Tomatoes riporta il 91% di recensioni positive con un punteggio medio di 8,1 su 10 basato sulla base di 88 recensioni. Metacritic riporta un punteggio di 81 su 100 pasato su 17 recensioni.

## Riconoscimenti
- 2023 – Premio Oscar
  - Miglior sceneggiatura non originale a Sarah Polley
  - Candidatura per il miglior film
- 2023 – Writers Guild of America Award
  - Miglior sceneggiatura non originale a Sarah Polley[11]
- 2023 – Critics' Choice Awards[12]
  - Migliore sceneggiatura non originale a Sarah Polley
  - Candidatura al miglior film
  - Candidatura al miglior regista a Sarah Polley
  - Candidatura alla miglior attrice non protagonista a Jessie Buckley
  - Candidatura al miglior cast corale
  - Candidatura alla migliore colonna sonora a Hildur Guðnadóttir
- 2023 – Golden Globe
  - Candidatura per la migliore sceneggiatura a Sarah Polley
  - Candidatura per la migliore colonna sonora originale a Hildur Guðnadóttir
- 2023 – Independent Spirit Awards[13]
  - Robert Altman Award[14]
  - Candidatura al miglior film
  - Candidatura al miglior regista  a Sarah Polley
  - Candidatura al miglior sceneggiatura a Sarah Polley
- 2023 – Satellite Award[15]
  - Candidatura al miglior film drammatico
  - Candidatura al miglior regista a Sarah Polley
  - Candidatura al miglior attore non protagonista a Ben Whishaw
  - Candidatura alla migliore attrice non protagonista a Claire Foy
  - Candidatura al migliore sceneggiatura non originale a Sarah Polley
  - Candidatura alla miglior colonna sonora originale a Hildur Guðnadóttir
- 2023 – Screen Actors Guild Awards[16]
  - Candidatura al miglior cast cinematografico
- 2023 – Hollywood Critics Association Film Awards
  - Miglior sceneggiatura non originale
  - Candidatura al miglior film
  - Candidatura alla miglior regista
  - Candidatura al miglior attore non protagonista a Ben Whishaw
  - Candidatura al miglior cast
- 2023 – Independent Spirit Awards
  - Candidatura al miglior film
  - Candidatura alla miglior regia
  - Candidatura alla migliore sceneggiatura
  - Robert Altman Award, premio speciale al miglior cast: Sarah Polley, John Buchan, Jason Knight, Shayla Brown, Jessie Buckley, Claire Foy, Kira Guloien, Kate Hallett, Judith Ivey, Rooney Mara, Sheila McCarthy, Frances McDormand, Michelle McLeod, Liv McNeil, Ben Whishaw, August Winter.